# Anastasia (1997)
Anastasia is een Amerikaanse animatiefilm uit 1997, geregisseerd door Don Bluth en Gary Goldman en geproduceerd door de Fox Animation Studios van 20th Century Fox. Anastasia is de eerste "echte" animatiefilm van 20th Century Fox.
Het verhaal van de film is losjes gebaseerd op de gebeurtenissen rond de Russische Revolutie, en draait om Anastasia, kroonprinses van Rusland. Het verhaal van de film is geïnspireerd door de gelijknamige liveactionfilm uit 1956.
De Nederlandse stem van Raspoetin is de laatste rol van Coen van Vrijberghe de Coningh. Hij overleed twee dagen na het inspreken van de laatste tekstfragmenten. Aangezien het liedje In The Dark of The Night nog niet was ingezongen werd dit gedaan door Ernst Daniël Smid. Tijdens de Nederlandse première werd er stilgestaan bij zijn overlijden. De Nederlandse regie was in handen van Arnold Gelderman.

## Plot
Er is een koninklijke feestdag. De familie Romanov is bij elkaar. Op deze avond krijgt de 8-jarige Anastasia een muziekdoosje van haar grootmoeder. De avond wordt echter verstoord door een slechte raadsheer genaamd Grigori Raspoetin. Hij spreekt een vloek uit over de hele familie Romanov, en voorspelt dat heel de familie binnen 14 dagen in haar graf ligt. Hierop valt een kroonluchter naar beneden. De hele familie probeert te ontsnappen maar opstandelingen breken door de poort en de Russische Revolutie begint. Alle familieleden en balgasten worden geëlimineerd behalve Anastasia. Zij ontsnapt met haar grootmoeder en wanneer ze door de gang rennen rent Anastasia naar de speelkamer, waar ze haar muziekdoosje pakt. Haar grootmoeder rent haar achterna, want er is weinig tijd.
Opeens wordt er een soort van deur geopend door de keukenknecht Dimitri. Hij zegt dat ze via de bediendeningang moeten vertrekken. Hij redt ze, net wanneer de deur is gesloten komen de soldaten binnen, en vragen hem waar ze zijn gebleven. Dimitri zegt echter niks en gooit een bloempot tegen de soldaat aan, de soldaat neemt hiermee geen genoegen en slaat Dimitri bewusteloos met zijn geweer. Anastasia heeft bij de ontsnapping haar muziekdoosje laten vallen. Grootmoeder en Anastasia rennen over straat. Hierna proberen ze over het ijs te vluchten maar Raspoetin springt van de brug en grijpt Anastasia. Het ijs begeeft echter onder zijn gewicht en hij verdrinkt. Grootmoeder pakt zich vast aan een rijdende trein en stapt erop, ze wil echter ook Anastasia meetrekken maar dat lukt niet. 'Laat niet los, Anastasia!' wordt er gezegd, maar dit is tevergeefs. De hand van de grootmoeder glijdt uit die van Anastasia omdat twee mannen haar naar achter trekken. Anastasia valt op de grond en is bewusteloos.
Tien jaar later verlaat Anja (Anastasia), die zich niets meer herinnert van haar verleden, een Russisch weeshuis. Met als enige aanknopingspunt een kettinkje (dat haar grootmoeder haar gaf) met de tekst 'tezamen in Parijs' vertrekt Anja naar Sint-Petersburg, op zoek naar haar familie.
Ondertussen is Dimitri opgegroeid tot een kruimeldief, papierenvervalser en zwendelaar. Wanneer hij hoort dat Anastasia's grootmoeder een prijs van 10 miljoen roebel weggeeft aan degene die haar haar kleindochter Anastasia kan terugbezorgen, krijgt hij een plan; samen met Vladimir zoekt hij een meisje dat door kan gaan voor Anastasia, met de bedoeling haar op te leren tot een Anastasia, af te leveren bij haar grootmoeder en zelf verdwijnen met de 10 miljoen roebel. Anja ontmoet bij toeval Dimitri en gelooft dat hij haar echt wil helpen haar familie te vinden. Samen reizen ze naar Parijs.
Ondertussen is Raspoetin opnieuw opgestaan, vastbesloten ook de laatste Romanov, Anastasia, te vermoorden. Samen met zijn kleine hulpje Bartok de vleermuis probeert hij haar op verschillende manieren te vermoorden; hij saboteert de trein die Anastasia, Dimitri en Vladimir naar Parijs zou brengen, en dringt zelfs tot in haar dromen en gedachten door (en probeert haar op die manier zelfmoord te laten plegen). Mede dankzij Dimitri weet Anya steeds te ontkomen, zich niet eens bewust van Raspoetin, die ze volledig vergeten is.
Onderweg bloeit er iets moois tussen de erg van elkaar verschillende Anya en Dimitri. Hoewel een romance Dimitri's plan volledig zou kunnen dwarsbomen, begint hij langzaamaan toch iets te voelen voor de pittige, levenslustige Anya.
Aangekomen in Parijs proberen Dimitri en Vladimir een ontmoeting te regelen tussen Anya en haar grootmoeder, wanneer Dimitri ontdekt dat Anya eigenlijk de Anastasia is; ze herinnert zich nog hoe hij haar en haar grootmoeder redde uit het Winterpaleis in Sint-Petersburg tijdens de revolutie. Dimitri beseft dat hij slechts een keukenjongen is, en een relatie met de kroonprinses nooit mogelijk kan zijn.
Anya's grootmoeder besluit, wanneer ze ongeveer tegelijkertijd als haar kleindochter in Parijs aankomt, dat ze genoeg heeft van zogenaamde Anastasia's. Verscheidene jonge meisjes hebben haar al proberen te bedriegen voor die 10 miljoen roebel. Dimitri dwingt de keizerin echter tot een gesprek met Anya, waarbij ze ontdekken dat ze familie zijn, en Anya eindelijk weer weet dat ze Anastasia is. Dimitri krijgt nu de beloofde 10 miljoen roebel, maar die weigert hij; hij is volledig omgeslagen door zijn liefde voor Anya - het geld doet er niet meer toe.
Op de avond van haar herkroning laat Raspoetin echter weer van zich horen; in een lijf-aan-lijfgevecht probeert hij Anastasia te vermoorden. Geholpen door Dimitri weet Anastasia hem uiteindelijk te verslaan, en voor eeuwig te vernietigen. Anastasia vernietigt Raspoetin met de woorden "До свидания!" ("Do svidanija"), wat wil zeggen: "Tot ziens!". Anastasia weigert haar recht op de kroon, en verlaat haar grootmoeder om bij Dimitri te kunnen zijn. Ze verkiest hem boven haar titel, boven alle rijkdom, net zoals hij haar boven rijkdom verkoos.

## Stemacteurs
| Acteur                                  | Personage                                 | Nederlandse stem                                          | Vlaamse stem    |
| --------------------------------------- | ----------------------------------------- | --------------------------------------------------------- | --------------- |
| Meg Ryan / Liz Callaway (zang)          | Anastasia/Anya                            | Vera Mann                                                 | Sanne Denotté   |
| John Cusack / Jonathan Dokuchitz (zang) | Dimitri                                   | Peter Paul Muller / Stanley Burleson (zang)               | Gunther Levi    |
| Kelsey Grammer                          | Vladimir Vanya Vanitsky Vasilovisch       | Arnold Gelderman                                          |                 |
| Christopher Lloyd / Jim Cummings (zang) | Grigori Raspoetin                         | Coen van Vrijberghe de Coningh / Ernst Daniël Smid (zang) |                 |
| Hank Azaria                             | Bartok                                    | Han Oldigs                                                |                 |
| Bernadette Peters                       | Sophie Stanislovskievna Somorkov-Smirnoff | Karin Bloemen                                             | Karin Bloemen   |
| Kirsten Dunst / Lacey Chabert (zang)    | Jonge Anastasia                           | Margriet van Lidth                                        | Karen De Meiyer |
| Angela Lansbury                         | Oud-keizerin Maria Fjodorovna             | Elsje Scherjon                                            |                 |
| Rick Jones                              | Tsaar Nicolaas II                         |                                                           |                 |
| Andrea Martin                           | Phlegmenkoff                              |                                                           |                 |
| Bernadette Peters                       | Vrouwelijke vleermuis                     | Karin Bloemen                                             |                 |

## Achtergrond
Anastasia was in verscheidene opzichten vrij vernieuwend, zoals de digitale animatie en belichtingen.
Qua financiële opbrengsten belandde de film in de Verenigde Staten een week na de première op de tweede plaats. Binnen de Verenigde Staten bracht de film 58.406.000 dollar op, en wereldwijd 139.804.000 dollar. Daarmee werd het Don Bluths succesvolste film ooit. Het was zijn eerste grote succes sinds Platvoet en zijn vriendjes uit 1988.
De soundtrack van de film werd geschreven door Lynn Ahrens en Stephen Flaherty, David Newman, en opgenomen door Liz Callaway, Jim Cummings, Jonathan Dokuchitz, Kelsey Grammer en andere artiesten. De nummers zijn:
1. "A Rumor in St. Petersburg" – 3:25
2. "Journey to the Past" (Liz Callaway) – 2:55
3. "Once Upon a December" (Liz Callaway]) – 2:48
4. "In the Dark of the Night" (Jim Cummings) – 3:21
5. "Learn to Do It" (Kelsey Grammer, Liz Callaway, Jonathan Dokuchitz) – 2:36
6. "Learn to Do It [Waltz Reprise]" (Kelsey Grammer) – 1:45
7. "Paris Holds the Key (To Your Heart)" (Bernadette Peters, Jonathan Dokuchitz) – 3:02
8. "At the Beginning" (Donna Lewis and Richard Marx) – 3:40
9. "Journey to the Past" (Aaliyah) – 4:04
10. "Once Upon a December" (Deana Carter) – 3:34
11. "Prologue" (Angela Lansbury, Lacey Chabert) – 6:23
12. "Speaking of Sophie" – 2:36
13. "The Nightmare" – 3:05
14. "Kidnap and Reunion" (Liz Callaway, Angela Lansbury) – 4:29
15. "Reminiscing with Grandma" – 3:17
16. "Finale" – 2:59

De Nederlandstalige soundtrack ziet er als volgt uit:
1. "Men fluistert in St. Petersburg" (koor)
2. "Terug naar toen" (Vera Mann)
3. "Voor december zal komen (1)" (Vera Mann & koor)
4. "In het holst van de nacht" (Ernst Daniël Smid & koor)
5. "Als wij het kunnen leren" (Arnold Gelderman, Stanley Burleson & Vera Mann)
6. "Als wij het kunnen leren - wals" (Arnold Gelderman)
7. "Parijs zingt de wijs van je hart" (Karin Bloemen, Arnold Gelderman, Stanley Burleson, Vera Mann & koor)
8. "At the beginning" (Donna Lewis & Richard Marx)
9. "Journey to the past" (Aaliyah)
10. "Once upon a December" (Deana Carter)
11. "Voor december zal komen (2)" (Elsje Scherjon & Magriet van Lidth)
12. "Over Sophie gesproken" [Instrumentaal]
13. "De nachtmerrie" [Instrumentaal]
14. "Ontvoering & hereniging" [Instrumentaal]
15. "Herinneringen ophalen met grootmoeder" (Vera Mann & Elsje Scherjon)
16. "Finale" [Instrumentaal]

## Prijzen en nominaties
| jaar | prijs                             | categorie                                                                                                   | genomineerde(n)                                                      | uitslag     |
| ---- | --------------------------------- | --- | -------------------------------------------------------------------- | ----------- |
| 1998 | Academy Award                     | Beste muziek, originele muziek                                                                              | Stephen Flaherty, Lynn Ahrens, David Newman                          | Genomineerd |
| 1998 | Academy Award                     | Beste muziek, originele lied                                                                                | Stephen Flaherty, Lynn Ahrens                                        | Genomineerd |
| 1998 | Annie Award                       | Outstanding Individual Achievement for Voice Acting by a Male Performer in an Animated Feature Production   | Hank Azaria                                                          | gewonnen    |
| 1998 | Annie Award                       | Outstanding Achievement in an Animated Theatrical Feature                                                   | –                                                                    | genomineerd |
| 1998 | Annie Award                       | Outstanding Individual Achievement for Directing in an Animated Feature Production                          | Don Bluth, Gary Goldman                                              | genomineerd |
| 1998 | Annie Award                       | Outstanding Individual Achievement for Effects Animation                                                    | Peter Matheson                                                       | genomineerd |
| 1998 | Annie Award                       | Outstanding Individual Achievement for Music in an Animated Feature Production                              | Stephen Flaherty, Lynn Ahrens, David Newman                          | genomineerd |
| 1998 | Annie Award                       | Outstanding Individual Achievement for Producing in an Animated Feature Production                          | Don Bluth, Gary Goldman                                              | genomineerd |
| 1998 | Annie Award                       | Outstanding Individual Achievement for Voice Acting by a Female Performer in an Animated Feature Production | Angela Lansbury                                                      | genomineerd |
| 1998 | Annie Award                       | Outstanding Individual Achievement for Voice Acting by a Female Performer in an Animated Feature Production | Meg Ryan                                                             | genomineerd |
| 1998 | Annie Award                       | Outstanding Individual Achievement for Writing in an Animated Feature Production                            | Eric Tuchman, Susan Gauthier, Bruce Graham, Bob Tzudiker, Noni White | genomineerd |
| 1998 | Blockbuster Entertainment Award   | Favorite Animated Famliy Movie                                                                              | –                                                                    | gewonnen    |
| 1998 | Critics' Choice Award             | Beste familiefilm                                                                                           | –                                                                    | gewonnen    |
| 1998 | Artios Award                      | Beste casting voor een getekende voiceover                                                                  | Brian Chavanne                                                       | gewonnen    |
| 1998 | Golden Globe                      | Beste originele lied – film                                                                                 | voor "Journey To The Past"                                           | Genomineerd |
| 1998 | Golden Globe                      | Beste originele lied – film                                                                                 | voor "Once Upon A December".                                         | Genomineerd |
| 1998 | KCFCC Award                       | beste animatiefilm                                                                                          | –                                                                    | gewonnen    |
| 1998 | Golden Reel Award                 | Beste geluidsmontage – muziek                                                                               | Brent Brooks, Tom Villano                                            | gewonnen    |
| 1998 | Golden Reel Award                 | Beste geluidsmontage – animatiefilm                                                                         | –                                                                    | genomineerd |
| 1998 | Golden Satellite Award            | Beste film – animatie                                                                                       | Don Bluth, Gary Goldman                                              | genomineerd |
| 1998 | Golden Satellite Award            | Beste originele muziek                                                                                      | David Newman                                                         | genomineerd |
| 1998 | Golden Satellite Award            | Beste originele lied                                                                                        | voor "Journey To The Past".                                          | genomineerd |
| 1998 | Golden Satellite Award            | Beste originele lied                                                                                        | voor "Once Upon A December"                                          | genomineerd |
| 1998 | Young Artist Award, Special Award | Best Family Feature Film – Animation                                                                        | –                                                                    | gewonnen    |
| 1999 | ASCAP Award                       | Most Performed Songs from Motion Pictures                                                                   | Lynn Ahrens, Stephen Flaherty                                        | gewonnen    |